# Kleine Felsengarnele
Die Kleine Felsengarnele (Palaemon elegans) ist eine Garnelenart aus der Gattung der Felsengarnelen (Palaemon) innerhalb der Familie der Felsen- und Partnergarnelen (Palaemonidae).

## Merkmale
Die Kleine Felsengarnele erreicht eine Länge bis 63 Millimeter. Das ziemlich gerade Rostrum weist bis zu 9 Dorsalzähne auf. Von diesen sitzen 2 oder 3 hinter den Augensockeln. Das Peraeopod 2 ist kräftig. Der Dactylus ist ein Drittel so lang wie der Propodus.

## Vorkommen
Die Art kommt von der Ostsee und Südwest-Norwegen bis zu den Azoren, dem Mittelmeerraum und dem Schwarzen Meer vor. Sie besiedelt die Gezeitenküste entlang von Felsküsten, ist selten aber auch im Sublitoral anzutreffen.